# امالیه کونسا
امالیه کونسا (استونیایی: Amalie Konsa; ۱۰ مارس ۱۸۷۳ – ۱۹ ژوئیهٔ ۱۹۴۹) بازیگر و خواننده زن اهل استونی بود.